# Zwickauer Hütte
Die Zwickauer Hütte (auch Planfernerhütte, italienisch Rifugio Plan) ist eine Berghütte im Gurgler Kamm der Ötztaler Alpen in Südtirol. Die Hütte liegt nördlich oberhalb des Pfelderer Tals auf einer Höhe von 2989 m s.l.m. über dem Südrand des Planferners. Von Pfelders führt eine Materialseilbahn zur Hütte, die sich im Gebiet des Naturparks Texelgruppe befindet.

## Geschichte
Die Hütte wurde 1899 von der Sektion Zwickau des DuOeAV erbaut. Sie hatte Platz für 19 Bergsteiger. Nach dem Ersten Weltkrieg wurde die Sektion Zwickau enteignet und die Hütte vom Club Alpino Italiano (CAI) übernommen.
Die Hütte spielte mehrfach eine Rolle bei Konflikten zwischen den Bürgern von Pfelders und der italienischen Verwaltung, insbesondere der Finanzwacht, welche gegen Schmuggler vorging. 1933 brannte die Hütte ab, sie soll als Racheakt von jenen angezündet worden sein. Im Jahr 1960 wurde die Hütte von der Sektion Meran des CAI wieder aufgebaut, 1965 vom italienischen Militär beschlagnahmt. Im Jahr 1967 wurde die Hütte durch eine Explosion zerstört. Der Wiederaufbau erfolgte von 1982 bis 1983.
Zusammen mit 24 weiteren vom Staat enteigneten Schutzhütten ging die Zwickauer Hütte 1999 in das Eigentum der Autonomen Provinz Bozen – Südtirol über; mit Jahresende 2010 lief die Konzession zu deren Führung durch den CAI aus. Seit 2015 wird das Land Südtirol bei der Verwaltung der Hütte (Vergabe an Pächter, Überwachung der Führung, Sanierungsmaßnahmen) durch eine paritätische Kommission unterstützt, in der neben der öffentlichen Hand auch der AVS und der CAI vertreten sind.

## Anstiegsmöglichkeiten
Der kürzeste Anstieg führt von Pfelders in etwa 4 Stunden über den steilen Südhang. Vom Dorf geht es auf markiertem Steig nordwestwärts steil über Wiesenhänge. Nach Überquerung des Fernerbachs wird zunächst südwestwärts der Hang gequert, später geht es in Kehren hinauf zur bewirtschafteten Unteren Schneidalm (2270 m), wobei der Hüttenanstieg nicht direkt an der Almhütte vorbeiführt. Von der Alm zunächst weiter südwestwärts auf den Rücken der Oberen Schneid, wo eine Variante des Pfelderer Höhenwegs abzweigt. Von dort nun wieder in nordwestlicher Richtung über den meist grasigen Rücken, später über Schrofen empor. Kurz unterhalb der Hütte finden sich weitere Wegverzweigungen, zunächst zur Stettiner Hütte, später zum Rauhen Joch.
Von Obergurgl kann die Hütte alternativ in einer 4½-stündigen Gletscherwanderung über den Rotmoosferner und das Rotmoosjoch erreicht werden, bei Nutzung der Sesselbahn zur Hohen Mut ist dieser Anstieg in 3 Stunden zu bewältigen. Der Weg ist bis zum Rotmoosferner markiert.

## Tourenmöglichkeiten
Die beliebtesten Gipfeltouren von der Zwickauer Hütte sind der Hintere Seelenkogel (3472 m) und die Liebenerspitze (3400 m). Weitere Gipfelziele sind der Rootmooskogel (3338 m), Scheiberkogel (3135 m), Trinkerkogel (3161 m), Heuflerkogel (3245 m) und die Seewerspitze (3302 m).
Der Pfelderer Höhenweg bietet sich als Übergang zur Stettiner Hütte an. Weitere Übergänge sind möglich zum Hochwildehaus und zur Langtalereckhütte.
Fernwanderweg:
Die Hütte ist Zielpunkt der neunten Etappe des Tiroler Höhenwegs.

## Sonstiges
Anlässlich des 115. Jahrestages des Hüttenbaus sollte am 25. Juli 2014 eine große Feier mit rund 200 Zwickauer Bürgern stattfinden, darunter Oberbürgermeisterin Pia Findeiß und Baubürgermeister Rainer Dietrich. Beim Aufstieg zur Hütte starb Dietrich etwa 300 m unterhalb an einem Herzinfarkt.